# Atarfe
Atarfe é um município da Espanha na província de Granada, comunidade autónoma da Andaluzia, de área 47 km² com população de 14144 habitantes (2007) e densidade populacional de 300,94 hab./km².

## Demografia
| Variação demográfica do município entre 1991 e 2004 | Variação demográfica do município entre 1991 e 2004 | Variação demográfica do município entre 1991 e 2004 | Variação demográfica do município entre 1991 e 2004 |
| --------------------------------------------------- | --------------------------------------------------- | --------------------------------------------------- | --------------------------------------------------- |
| 1991                                                | 1996                                                | 2001                                                | 2004                                                |
| 10008                                               | 10516                                               | 11151                                               | 12355                                               |